# Kaduwela
Kaduwela ist eine Gemeinde (Municipal Council) in Sri Lanka mit 252.041 Einwohnern (2012). Sie liegt in der Westprovinz, westlich der Hauptstadt Colombo. Sie ist ein Vorort von Colombo und liegt etwa 16 km vom Stadtzentrum Colombos entfernt.

## Geschichte
Kaduwela war ursprünglich Kadudevola, eine Zusammensetzung aus Kadu (Schwert) und Devola (Schrein). Laut Robert Percival aus einem Regiment der Briten errichteten die Singhalesen während des Aufstandes von 1797 gegen die Holländer hier Erdwälle und bauten ein Fort.
Nach der britischen Niederlage im ersten Krieg gegen das Königreich Kandy wurde Kaduwela von einer kleinen Truppe britischer Sepoys und Lascarins besetzt.

## Gliederung
Kaduwela ist in folgende Zones gegliedert:
- Athurugiriya
- Battaramulla
- Hokandara
- Kaduwela
- Kalapaluwawa
- Koswatte
- Malabe
- Pelawatte
- Ranala
- Wickramasinghapura

## Bevölkerung
Die Bevölkerung bestand bei der Volkszählung 2012 zu über 95 Prozent aus Singhalesen und zu ca. 90 Prozent aus Anhängern des Buddhismus.